# Матавану
Матавану (англ. Mt Matavanu) — вулканический конус, входящий в щитовой вулкан на острове Савайи в Самоа.
Последние извержения Матавану происходили между 1905 и 1911 годами.
Извержение началось 4 августа 1905 и закончилось в ноябре 1911. Лава растеклась на площади в 40 квадратных миль (100 км2), стекая по сельской местности к лагуне и рифу, разрушая деревни на своем пути. Глубина лавового потока в некоторых частях составляла 400 футов. В результате извержения образовалась лавовая пещера Пеапеа.
Из-за разрушения домов на берегу моря, некоторые из деревень переместились дальше, вглубь острова по главной дороге.